# Габон на Светском првенству у атлетици у дворани 2014.
Габон је осми пут учествовао на Светском првенству у атлетици у дворани 2014. одржаном у Сопоту од 7. до 9. марта. Репрезентацију Габона представљала је једна атлетичарка, која се такмичила у трци на 60 метара.,
На овом првенству Габон није освојио ниједну медаљу. Није било нових националних, личних и рекорда сезоне.

## Учесници
Жене:
- Руди Занг Милама — 60 м

## Резултати

### Жене
| Атлетичарка      | Дисциплина | Лични рекорд | Квалификација | Квалификација | Полуфинале | Полуфинале | Финале                | Финале  | Детаљи |
| Атлетичарка      | Дисциплина | Лични рекорд | Резултат      | Место         | Резултат   | Место      | Резултат              | Место   | Детаљи |
| ---------------- | ---------- | ------------ | ------------- | ------------- | ---------- | ---------- | --------------------- | ------- | ------ |
| Руди Занг Милама | 60 м       | 7,12 НР      | 7,19 КВ       | 3. у гр. 5    | 7,19       | 4. у гр. 3 | Није се квалификовала | 12 / 43 |        |